# Selección de baloncesto de Bosnia y Herzegovina
La selección de baloncesto de Bosnia y Herzegovina (en bosnio: Košarkaška reprezentacija Bosne i Hercegovine) es el equipo formado por jugadores de nacionalidad bosnia que representa a la Federación de Baloncesto de Bosnia y Herzegovina en las competiciones internacionales organizadas por la Federación Internacional de Baloncesto (FIBA) o el Comité Olímpico Internacional (COI): los Juegos Olímpicos, la Copa Mundial de Baloncesto y el EuroBasket.
Hasta 1992, los jugadores de baloncesto bosnios jugaron en Yugoslavia.
Bosnia y Herzegovina disputó su primer torneo internacional en el EuroBasket de 1993. Han competido diez veces en el evento en general. El equipo aún tiene que clasificarse a nivel global para jugar en la Copa Mundial FIBA.

## Historia
La selección de baloncesto de Bosnia y Herzegovina fue creada en el año 1992, tras la independización de su país. Desde ese momento las selecciones de Eslovenia, Macedonia, Croacia y Yugoslavia jugaban por separado en las competiciones organizadas por la FIBA y el COI.
El año siguiente, en el EuroBasket de Alemania empezarían a competir con las demás selecciones de alto nivel. Desde la independencia de Bosnia y Herzegovina, esta selección ha participado en varios EuroBasket, pero nunca ha competido en los Juegos Olímpicos y en la Copa Mundial.

## Historial

### Copa Mundial
Resultado General: No ocupa puesto
| Copa Mundial de Baloncesto |
| --- |
| - 1950: No calificó - 1954: No calificó - 1959: No calificó - 1963: No calificó - 1967: No calificó - 1970: No calificó - 1974: No calificó - 1978: No calificó - 1982: No calificó - 1986: No calificó - 1990: No calificó - 1994: No calificó - 1998: No calificó - 2002: No calificó - 2006: No calificó - 2010: No calificó - 2014: No calificó - 2019: No calificó - 2023: No calificó - 2027: TBD |

### Juegos Olímpicos
| Baloncesto en los Juegos Olímpicos |
| --- |
| - Berlín 1936: No calificó - Londres 1948: No calificó - Helsinki 1952: No calificó - Melbourne 1956: No calificó - Roma 1960: No calificó - Tokio 1964: No calificó - México 1968: No calificó - Múnich 1972: No calificó - Montreal 1976: No calificó - Moscú 1980: No calificó - Los Ángeles 1984: No calificó - Seúl 1988: No calificó - Barcelona 1992: No calificó - Atlanta 1996: No calificó - Sídney 2000: No calificó - Atenas 2004: No calificó - Pekín 2008: No calificó - Londres 2012: No calificó - Río 2016: No calificó - Tokio 2020: No calificó - París 2024: No calificó |

### EuroBasket
| EuroBasket |
| --- |
| - 1935: No participó - 1937: No participó - 1939: No participó - 1946: No participó - 1947: No participó - 1949: No participó - 1951: No participó - 1953: No participó - 1955: No participó - 1957: No participó - 1959: No participó - 1961: No participó - 1963: No participó - 1965: No participó - 1967: No participó - 1969: No participó - 1971: No participó - 1973: No participó - 1975: No participó - 1977: No participó - 1979: No participó - 1981: No participó - 1983: No participó - 1985: No participó - 1987: No participó - 1989: No participó - 1991: No participó - 1993: 8° Lugar - 1995: No participó - 1997: 15° Lugar - 1999: 15° Lugar - 2001: 13° Lugar - 2003: 15° Lugar - 2005: 15° Lugar - 2007: No participó - 2009: No participó - 2011: 19° Lugar - 2013: 13° Lugar - 2015: 23° Lugar - 2017: No participó - 2022: 18° Lugar - 2025: TBD |